# Diogo Bernardes
Diogo Bernardes (Ponte da Barca, c. 1530 − ? c. 1594 , foi um poeta português.

## Biografia
Era filho de Catarina Bernardes Pimenta e de João Rodrigues de Araújo. Segundo Diogo Barbosa Machado, Diogo Bernardes - ao qual o catálogo chamado da Academia acrescenta Pimenta, por serem esses os apelidos da sua mãe  - nasceu em Ponte da Barca. 
Contudo Inocêncio Francisco da Silva, que o dá como cavaleiro da Ordem de Cristo ("consta de documento existente no arquivo"), d-lo nascido em Ponte de Lima, fundando-se sobre a "declaração exarada no rosto do seu livro das Rimas ao Bom Jesus".
Sobre a sua data de nascimento, Inocêncio situa-a "entre os anos 1530 e 1540, e com certeza antes deste último, por ser o do nascimento de seu irmão mais novo Fr. Agostinho da Cruz", nascido Agostinho Pimenta, poeta também.
Parece que, quando era muito novo, Diogo foi viver para Lisboa, tendo regressado a Ponte da Barca, onde foi tabelião. Além disso exerceu vários cargos nas cortes de D. Sebastião e de Filipe II, e foi incumbido pelo primeiro de cantar os seus projectados factos heróicos na expedição africana.
Por isso, acompanhou-o a Alcácer Quibir, onde ficou prisioneiro e onde veio então a compor, ao contrário do previsto, lamentações elegíacas em recordação do desastre marroquino. "Temperamento brando, nem mesmo as agruras da derrota e do cativeiro lhe provocaram mais do que um queixume ténue e formular." 

## Diogo Bernardes e Luís de Camões
Diz Inocêncio: "Os poetas contemporâneos de Bernardes, especialmente António Ferreira e Sá de Miranda, falam dele com os maiores elogios. O P. António Pereira de Figueiredo dá-lhe o oitavo lugar entre os clássicos da língua, colocando-o imediato a Camões."
Quanto a Manuel de Faria e Sousa acrescenta o mesmo que: 
«não só deprime o seu carácter moral, acusando-o de ter roubado a Camões não menos de cinco eclogas, o poema a Santa Ursula e outros versos que imprimiu como próprios, mas abertamente o qualifica de poeta medíocre, e falto d'ingenho. Á parte porém o plagiato, de que não serei eu quem ouse absolvel-o, em vista dos fortes argumentos que n'este pleito se tem produzido contra ele, parece-me que há, no que é inegavelmente seu, mérito suficiente para assegurar-lhe um logar distinto entre os poetas da eschola italiana a que pertenceu, e com especialidade entre os bucólicos. Ninguém poderá desconhecer nas suas poesias pureza de linguagem, suavidade de metrificação, e certa natural simplicidade de ideias e conceitos, que lhe conquistam a affeição dos leitores.»
Estas conclusões de Inocêncio a propósito do "plagiato", de que não parece têr a menor dúvida, até lhe servem para "provar" falsas edições : falando da edição das Várias rimas ao bom Jesus diz : "António Ribeiro dos Santos (...) acusa uma edição destas Rimas anterior a todas as referidas, a qual diz ser feita em Lisboa, por Simão Lopes 1577(...) Nunca a vi, nem creio que exista. Como poderia conter poesias, cuja maior parte Bernardes só escreveu durante o seu cativeiro nos annos de 1578 e seguintes ? Como entrariam ahi as oitavas, ou poema a Sancta Ursula, que se diz roubado a Camões, achando-se aínda vivo, e por conseguinte nos termos de reclamar contra o furto que se lhe fazia?" 
Hoje portanto, entre as atribuções falsas, notavelmente de Faria e Sousa, para quem todo bom poema era do "seu" poeta, Camões, vários eruditos, a começar por Carolina Michaëlis, e mais recentemente Álvaro J. Da Costa Pimpão, meteram em dúvida essa severidade de julgamento. Falam estes, de poemas "supostamente furtados" por Diogo Bernardes, e denigrem sobretudo o trabalho de Faria.

## A Obra
"Os seus temas típicos, diz a "História da Literatura portuguesa", são um enamoramento espiritualizado com todo o recheio de paradoxos petraquistas ; uma saudade, ou seja, o gosto de uma nostalgia indefinida, na intimidade a sós com a espessura viridente do seu alto Minho rural, com as penedias e, principalmente, com o derivar das águas nascentes ou fluviais, que tanto evocam as lágrimas como o curso irreversível do tempo [ sendo notáveis as suas éclogas inspiradas na beleza serena das margens do Lima, sem dúvida o seu rio privilegiado ("águas que de mistura/convosco minhas lágrimas levais") ]; e, nos últimos anos, o desengano de todas as esperanças terrenas e um fervor religioso de reconciliação sem notas originais."
Muitos investigadores atribuem-lhe hoje (é sempre por outros atribuído a Camões, e mesmo a outros poetas maneirista do século XVI), o muito célebre soneto sobre a mudança, que aparece nas Flores do Lima; é um pouco diferente do atribuído a Camões por Faria e Sousa, dizendo-o furtado por Bernardes:
| "Diogo Bernardes" Horas breves de meu contentamento, Nunca me pareceu quando vos tinha, que vos visse tornadas tão asinha em tão compridos dias de tormento. Aquelas torres que fundei no vento, o vento mas levou, que mas sustinha; do mal que me ficou, a culpa é minha, pois sobre cousas vás fiz fundamento. Amor com brandas mostras aparece, tudo possível faz, tudo assegura, mas logo no melhor desaparece. Ó cegueira tamanha! ó desventura! Por um pequeno bem que desfalece aventurar um bem que sempre dura! | "Luís de Camões" Horas breves de meu contentamento, Nunca me pareceu quando vos tinha, que vos visse mudadas tão asinha em tão compridos anos de tormento. As altas torres, que fundei no vento, levou, em fim, o vento que as sustinha; do mal que me ficou, a culpa é minha, pois sobre cousas vás fiz fundamento. Amor com brandas mostras aparece, tudo possível faz, tudo assegura, mas logo no melhor desaparece. Estranho mal! Estranha desventura! Por um pequeno bem que desfalece Um bem aventurar, que sempre dura! |

## Obras
- O Lima, em o qual se contém as suas eglogas e cartas. Dirigido por elle ao excellente principe e serenissimo sr. D. Alvaro d'Alemcastro, Duque d'Aveiro, etc. Lisboa, por Simão Lopes, 1596. − ibi, por Antonio Vicente da Silva 1761. - ibi, na Typ. Rollandiana 1820. Ibi, com prefacio e notas de Marques Braga, Lisboa, Sa da Costa, 1946.
- Varias Rimas ao bom Jesus, e à Virgem gloriosa sua mãe, e a varios Sanctos particulares. Com outras mais de honesta e proveitosa lição. Lisboa por Simão Lopes 1594. - Ibi, por Jorge Rodrigues 1601. − Ibi, 1608. − Ibi, por Pedro Craesbeeck 1616. − Ibi, por Antonio Alvares 1622. − Ibi, por Miguel Rodrigues 1770. Ibi, com prefacio e notas de Marques Braga, Lisboa, Sa da Costa, 1946.
- Rimas varias, Flores do Lima. Lisboa, por Manuel de Lyra 1596. − Ibi, por Lourenço Craesbeeck 1633. − Ibi, por Miguel Rodrigues 1770. Ibi, com prefacio e notas de Marques Braga, Lisboa, Sa da Costa, 1945.